# La Fuente (Segovia)
La Fuente es una localidad perteneciente al municipio de Valleruela de Sepúlveda, en la provincia de Segovia, comunidad autónoma de Castilla y León, España. En 2023 contaba con 17 habitantes.

## Geografía
La localidad está situada en torno a la carretera SG-V-2515 situada a 0,2 kilómetros de Valleruela de Sepúlveda, núcleo donde se sitúa la capital municipal.

## Historia
El territorio es repoblado durante la reconquista por la Comunidad de Villa y Tierra de Sepúlveda, quedando encuadrado el pueblo dentro del Ochavo de Prádena.
Aparece citada por primera vez en 1204 en el Archivo Catedralicio de Segovia con el nombre de Valeriola de Sepulbega, y estando formada entonces por los barrios de La Fuente y El Campillo.

## Demografía
| 20            | 19 | 18 | 18 | 16 | 18 | 19 | 18 | 16 | 14 | 14 | 18 |
| (Fuente: INE) |    |    |    |    |    |    |    |    |    |    |    |

## Cultura

### Patrimonio
- Casas de arquitectura tradicional y esgrafiado segoviano;
- Antiguos lavaderos;
- Bosques de encinas, enebros y sabinas, con ejemplares centenarios;
- Fuente que abastecía a los núcleos del municipio, incluido el desaparecido barrio de Miranda;
- Camino de San Frutos.[3][5][6]

### Fiestas
Son las mismas en todo el municipio de Valleruela de Sepúlveda.